# Jean-Marie Nadaud
« Nado » redirige ici. Pour les articles homophones, voir Nadaud et Nadeau.
Jean-Marie Nadeau (né le 6 janvier 1946 à Paris et mort le 12 décembre 2006 à Draveil) est un scénariste français de bandes dessinées. Il a aussi utilisé les pseudonymes Nado et Marwac.

## Biographie
Il a écrit le scénario de Jane Holmes, participé à Pif Gadget de 1972 à 1992 en scénarisant des aventures de Pif et Hercule pour les dessinateurs Louis Cance, Yannick Hodbert ou Michel Motti, ainsi qu'à Zorro (3e Série - Nouvelle Série).